# There Are But Four Small Faces
There Are But Four Small Faces är ett album av den brittiska musikgruppen Small Faces, släppt december 1967. There Are But Four Small Faces är den amerikanska versionen av albumet Small Faces, som givits ut i Storbritannien juni 1967. Albumets stora hit var "Itchycoo Park", vilken också var gruppens enda stora hit i USA. I låtarna används effekter som på 1960-talet var lite ovanliga och krävande.

## Låtlista
Sida 1
1. "Itchycoo Park" – 2:50
2. "Talk to You" – 2:08
3. "Up the Wooden Hills to Bedfordshire" (Ian McLagan) – 2:04
4. "My Way of Giving" – 1:58
5. "I'm Only Dreaming" – 2:25
6. "I Feel Much Better" (Ronnie Lane/Steve Marriott/Ian McLagan) – 3:57

Sida 2
1. "Tin Soldier" – 3:23
2. "Get Yourself Together" – 2:15
3. "Show Me the Way" – 2:08
4. "Here Comes the Nice" – 3:03
5. "Green Circles" (Ronnie Lane/Steve Marriott/Michael O'Sullivan) – 2:51
6. "(Tell Me) Have You Ever Seen Me" – 2:14

- Låtar utan upphovsman skrivna av Ronnie Lane och Steve Marriott.

## Medverkande
Small Faces
- Steve Marriott – sång, gitarr, piano (på "Show Me the Way"), musikproducent
- Ronnie Lane – sång, basgitarr, musikproducent
- Kenney Jones – trummor, percussion
- Ian McLagan – sång, keyboard, basgitarr (på "Show Me the Way"), gitarr, basgitarr (på "Up the Wooden Hills")

Bidragande musiker
- P.P. Arnold – bakgrundssång (på "Itchycoo Park" och "Tin Soldier")
- The Blackberries – körsång (på "I Feel Much Better")